# Tuostach
Il Tuostach (in russo  Туостах?; in lingua sacha: Туостаах) è un fiume della Siberia Orientale, affluente di destra della Adyča (nel bacino della Jana). Scorre nel Verchojanskij ulus della Sacha (Jacuzia), in Russia.
Formato alla confluenza dei fiumi Chara-Sala e Boldymba che scendono dalla cresta dei Monti Čerskij. Scorre con direzione prevalentemente nord-occidentale. La lunghezza del fiume è di 271 km, l'area del suo bacino è di 20000 km². Sfocia nella Adyča a 68 km dalla sua foce. Il suo maggior affluente è il Dogdo (lungo 142 km).
Il fiume gela, mediamente, da ottobre a fine maggio; il suo bacino è pressoché completamente spopolato.